# Justicia como equidad (idea)
Justicia como equidad (o como imparcialidad) es la frase usada por el filósofo John Rawls para referirse a su teoría de la justicia. Corresponde también al título de un ensayo sobre el tema escrito en 1958 (Justicia como equidad). Es referencia obligada la obra Teoría de la justicia del mismo autor.

## Principios
La teoría de la Justicia como equidad consiste en dos principios:
- Primero: Cada persona debe tener un derecho igual al esquema más extenso de libertades básicas iguales compatible con un esquema similar de libertades para otros.
- Segundo: Las desigualdades sociales y económicas deben de resolverse de modo tal que:
  - Los cargos y puestos deben de estar abiertos para todas las personas bajo condiciones de igualdad de oportunidades (justa igualdad de oportunidades).
  - Resulten en el mayor beneficio de los miembros menos aventajados de la sociedad (el principio de la diferencia).[2][3]

El primero de los dos principios es conocido como principio de la libertad, mientras que el segundo, reflejando la idea que la inequidad es solo justificada si permite la ventaja de los más desposeídos, es llamado principio de la justicia social. Rawls hace notar que el primer principio tiene preferencia sobre el segundo, así como dentro del segundo principio, la parte «a» tiene preferencia sobre la parte «b».
Rawls explica que los dos principios deberían ser escogidos por las partes representantes en la posición original — un experimento mental en el que las partes escogerán los principios de justicia de la estructura básica de la sociedad detrás de un velo de la ignorancia — despojando a los representantes de la información sobre las características particulares (como la salud y las habilidades naturales) de las partes a quienes ellos representan.